# 扶桑町児童センター
扶桑町児童センター（ふそうちょうじどう - ）は、愛知県丹羽郡扶桑町にある児童館。愛称はひまわり。

## 沿革

### 2017年 - 2020年
扶桑町には児童館が一つもなく、第10代扶桑町長千田勝隆の初当選時からの公約の一つが、この児童館建設であった。児童館と保健センターの機能を組み合わせた「まちの子育て基地」が目標で、千田は「スーパー児童館」と称し、自らの「ライフワーク」として計画を推進していた。2017年（平成29年）に基本設計や住民の意見集約を始め、2018年（平成30年）には完成予想図を公開。2019年（令和元年）に開館が2021年度に変更されたが、2020年度までの2年間で計6億1300万円を投じていよいよ着工。2020年（令和2年）、建設地が扶桑町立扶桑中学校の敷地内に変更されたほか、2019年の着工予定が1年延期となり、2020年夏頃に着工予定であることなどが発表された。2021年後半に保健センター部分、2022年初めに児童館部分のオープンを目指していた。ところが2020年4月の町長選挙に、扶桑町役場総務部長の鯖瀬武が、児童館建設費の見直しを訴え、部長職を辞して出馬。無投票と思われていた町長選挙は、たちまちこの児童館建設費問題を争点とした選挙戦に突入した。選挙の結果、豪華すぎる建設費を見直した上で児童館を建設すると主張した鯖瀬が当選し、第11代扶桑町長となった。

### 2020年 - 2022年
2020年（令和2年）6月9日、鯖瀬は建設計画について「着工を見送る」と答弁。「新型コロナウイルスへの対応を最優先し、財政出動もあり得る中、建設費だけで6億円近い事業を今スタートさせることは住民の理解を得るのが難しい。着工をいったん見送り、問題点の解消とコロナ収束・経済回復の状況を見定めて計画を進めることが最適との結論に至った」と述べた。9月8日、扶桑町議会9月定例会で開館について「2023年を目標にする」と明らかにした。千田案では保健センターを併設する複合施設だったが、鯖瀬は機能を分離するよう見直し、児童館単独の建設に切り替えた。2021年、整備に1億4420万円を計上し着工。2021、22年度にかけて約3億6000万円で建設する予算案が発表された。2022年、整備に3億2600万円を計上。建設工事は2022年末に終わり、年明けから備品を購入する予定である。2023年（令和5年）4月1日開館。

## 施設

### 館内
1階
- プレイルーム
ミニ体育館として卓球など簡単な運動が楽しめる。小学生向けのバスケットゴールやダンス練習に使える鏡が設置されている。
- 子育て支援センター
未就園児が楽しく遊んだり、その保護者が楽しみを共有したり、悩みを分かち合える場所として利用することができる。授乳室、おむつ替え室、幼児用トイレを併設。
- こどもプラザ
幼児とその保護者を中心に、おもちゃや絵本を楽しむことができる。
- 図書・工作室
小学生を中心に読書や簡単な工作を楽しむことができる。

2階
- 多機能室
子供たちの交流やイベントの時に使用するなど幅広い目的で利用することができる。
- 学習室
小中学生、高校生が自習できる部屋。間仕切りをなくし、広いスペースとして使用することもできる。
- 備蓄倉庫
福祉避難所として、備蓄倉庫・シャワー室を設置している。

### 屋外
- 芝生広場

## 名称
当初は児童館と保健センターの機能を組み合わせた複合施設の予定だったため、「多機能児童センター」という仮称が用いられていた。後に児童館単独での建設計画に切り替えられたため、施設名称から「多機能」という言葉が外され「扶桑町児童センター」となった。また、愛称は扶桑町が子育て支援センター利用者を中心として募集し、町内保育園の年長児が選んだ結果、「ひまわり」に決定した。「町の花ひまわりのように明るく元気な笑顔があふれる場所となるように」という願いが込められている。

## 利用情報
- 開館時間
  - 9:30 - 18:00
- 休館日
  - 水曜日・第3木曜日、年末年始

## 利用者数
令和5年度主要施策の成果並びに実績報告書によると、2023年度（令和5年度）の扶桑町児童センター開館日数は295日、利用者数は31,928人。

## 所在地
- 愛知県丹羽郡扶桑町柏森辻田670

## 交通アクセス

### デマンド型交通
- チョイソコふそう240番停留所

### 道路
- 愛知県道159号外坪扶桑線

## 周辺
- 扶桑町立扶桑中学校 - 当施設は扶桑中学校の東側に隣接している。
- 扶桑町保健センター